# Rumanía en los Juegos Europeos de Minsk 2019
Rumanía participó en los Juegos Europeos de Minsk 2019. Responsable del equipo nacional fue el Comité Olímpico y Deportivo Rumano.

## Medallistas
El equipo de Rumanía obtuvo las siguientes medallas:
| Nombre                                                              | Deporte           | Competición  |
| ------------------------------------------------------------------- | ----------------- | ------------ |
| Oro                                                                 |                   |              |
| Cătălin Chirilă Victor Mihalachi                                    | Piragüismo        | C2 1000 m M  |
| Laura-Georgeta Coman                                                | Tiro              | Rifle 10 m F |
| Plata                                                               |                   |              |
| Andreea Bogati Dacian Barna                                         | Gimnasia aeróbica | Par mixto    |
| Ovidiu Ionescu Bernadette Szőcs                                     | Tenis de mesa     | Dobles mixto |
| Daniela Dorean Elizabeta Samara Bernadette Szőcs                    | Tenis de mesa     | Equipo F     |
| Bronce                                                              |                   |              |
| Dacian Barna Gabriel Bocser Andreea Bogati Marian Brotei Mihai Popa | Gimnasia aeróbica | Grupo mixto  |
| Kriszta Incze                                                       | Lucha libre       | 62 kg F      |
| Daniela Poroineanu                                                  | Sambo             | –56 kg F     |
| Anda-Mihaela Vâlvoi                                                 | Sambo             | –64 kg F     |
| Alina Păunescu                                                      | Sambo             | +80 kg F     |